# 施良和
施良和（1924年—2015年7月20日），男，上海人，中国高分子物理化学家，曾任中国科学院化学研究所研究员、博士生导师。